# چارلی کوپلند (بازیکن فوتبال)
چارلی کوپلند (انگلیسی: Charlie Copeland؛ 12 March 1892 – ۱۹۳۹ (۴۶−۴۷ سال)) بازیکن فوتبال بود.